# Wired
Wired è una rivista statunitense pubblicata dal 1993 a San Francisco, di proprietà di Condé Nast Publications. Inizialmente la sua periodicità era mensile, per poi divenire bimestrale a partire dal 2024.
Nota come "La Bibbia di Internet", è stata fondata dal giornalista Louis Rossetto e da Nicholas Negroponte. La linea editoriale di Wired è stata originariamente ispirata dalle idee del teorico dei media canadese Marshall McLuhan. La rivista tratta tematiche di carattere tecnologico e di come queste influenzino la cultura, l'economia, la politica e la vita quotidiana.
Le versioni internazionali della rivista sono Wired UK e Wired Italia, fruibili anche in versione on line all'interno dei rispettivi siti web.

## Storia
Wired (letteralmente "collegato", "cablato") nasce nel 1993 a San Francisco ad opera del giornalista newyorkese Louis Rossetto, dal co-creatore Kevin Kelly e della sua compagna Jane Metcalfe. Furono aiutati a lanciare la rivista dall'imprenditore informatico Charlie Jackson e da Nicholas Negroponte, creatore del Mit Media Lab che non solo collaborò con la rivista dal 1993 al 1998, con una rubrica fissa, ma ne fu anche il primo investitore. Fin dal suo lancio, la rivista ebbe enorme successo e nei primi quattro anni di vita vinse due National Magazine Awards nella categoria General Excellence e uno nella categoria Design.
Dall'aprile 1995 al marzo 1997 vi è stato il tentativo di un'edizione britannica della rivista, nato dalla collaborazione del Guardian Media Group con i proprietari dell'epoca di Wired; l'esperimento risulta fallimentare e dura breve tempo, forse anche a causa di un disaccordo tra le due parti.
Dal giugno 2001 fino ad ottobre 2012 il direttore di Wired USA è stato Chris Anderson, che, in un articolo della rivista, nell'ottobre del 2004, ha coniato il termine "coda lunga" (the long tail in inglese) per descrivere alcuni modelli economici e commerciali.
Nel numero di giugno 2006, Jeff Howe conia il termine Crowdsourcing, nel suo articolo The Rise of Crowdsourcing, definendo un modello di business. A marzo 2009 esce l'edizione italiana della rivista e, un mese dopo, anche la nuova versione britannica, la cui direzione è affidata a David Rowan. Dal novembre 2012 il direttore di Wired USA è Scott Dadich.

## Wired in Italia
A partire da marzo 2009 viene pubblicata anche la versione italiana di Wired, con la copertina del primo numero dedicata al Premio Nobel Rita Levi-Montalcini. Il nome scelto è Wired. Storie, idee e persone che cambiano il mondo, dato che la sola parola Wired venne ritenuta di difficile comprensione per il pubblico italiano. L'impostazione di Wired Italia era la stessa della versione statunitense, ma non più del 20% dei contenuti venivano tradotti da Wired USA. Dal numero 75 (inverno 2015/2016) la rivista è trimestrale e ha cambiato impostazione, diventando monografica.